# خارسینگان
خارسینگان (نام علمی: Acanthothoraci) نام یک راسته از رده پلمه‌پوستان است.